# Kussara
Kussara (Kuššara) o Kussar (Kuššar), era un regne hitita format abans de la unificació, i origen del seu poder. Estava situat al sud-est d'Anatòlia. Aquest territori va ser el nucli originari dels països de llengua hitita.

## Orígens
La seva màxima importància la va tenir al segle xvii aC quan Pithana i el seu fill Anitta van ser reconeguts com a reis de Kussara pel rei de Kanesh. Pithana i Anitta van conquerir la ciutat de Nesa, en territori de Kanesh, i la van convertir en la seva capital. Des d'allà van conquerir nombrosos regnes propers entre el que destacava el d'Hattusa.
Fins als temps d'Hattusilis I, a la segona meitat del segle XVII aC, els reis hitites tenien Kussara com un important centre de poder. Hattusilis es feia anomenar "Senyor de Kussara". Quan la capital del regne hitita es va traslladar a Hattusa, Kussara va declinar.

## Reis
- Pithana o Pitkhara
- Anitta